# Sidetische Sprache
Das Sidetische war eine Sprache im antiken Südanatolien. Es wurde mindestens bis ins 2. Jahrhundert v. Chr. in der Stadt und wohl auch im Umland von Side im östlichen Pamphylien gesprochen. Die sidetische Sprache ist dem anatolischen Zweig der indogermanischen Sprachen zuzurechnen und relativ eng mit dem Luwischen verwandt.
Über das Sidetische berichtet Arrian in seiner Anabasis (I 26,4), dass man früher in Side eine Sprache sprach, die weder mit dem Griechischen noch mit den Sprachen des Umlands etwas gemein habe. Von Münzen des 4. und 3. Jahrhunderts v. Chr. ist außerdem bekannt, dass die Stadt eine eigene Schrift besaß, die vom griechischen Alphabet abgeleitet wurde. Wichtige Zeugnisse für die Sprache sind eine griechisch-sidetische Bilingue aus dem 2. Jahrhundert v. Chr. (eine Weihinschrift) sowie eine Bilingue aus dem 3. Jahrhundert v. Chr.

## Überlieferung

### Inschriften und Münzen
Seit dem 19. Jahrhundert waren Münzen aus Side bekannt, die damals unbekannte Schriftzeichen zeigen. Auch als 1914 in Side ein Altar mit einer griechischen und einer sidetischen Inschrift zutage trat, konnte die sidetische Inschrift nicht gedeutet werden. Erst nachdem 1949 eine zweite griechisch-sidetische Bilingue ausgegraben worden war, gelang es 1950 Helmuth Theodor Bossert, 14 Zeichen der sidetischen Schrift anhand der beiden Bilinguen zu bestimmen. Im Jahre 1964 wurde beim Osttor von Side ein großer Steinblock ausgegraben, der zwei längere sidetische Inschriften trägt, die die griechischen Lehnwörter istratag (altgriechisch στρατηγός ‚Feldherr‘) und ἀνάθεμα anaθema- (‚Weihegabe‘) enthalten. Im Jahre 1972 wurde dann die erste sidetische Inschrift im benachbarten Lyrbe-Seleukia gefunden. Heute sind elf sidetische Inschriften und mehrere Münzen mit sidetischen Schriftzeichen bekannt.

### Glossen
Außer den Inschriften sind zwei sidetische Glossen bekannt, nämlich ζειγάρη für das Steinhuhn beim antiken Lexikographen Hesychios und λαέρκινον für Baldrian (Valeriana dioscoridis) bei Galenos. Zudem wird vermutet, dass die nicht mehr erhaltenen rätselhaften Charaktere im dritten Epidemienbuch des Hippokrates Glossen des Arztes Mnemon von Side waren, die dieser in sidetischer Schrift angebracht haben könnte.

### Katalog der sidetischen Sprachzeugnisse
Angegeben werden die Sigle und das Fundjahr.
- S1 Artemon-Bilingue aus Side (1914).
- S2 Apollonios-Bilingue aus Side (1949).
- S3 & S4 Strategenweihungen aus Side (1964).
- S5 Stimmtafel (1969).
- S6 Euempolos-Bilingue aus Lyrbe-Seleukia (1972).
- S7 Gefäßinschrift (1982).
- S8 Steininschrift (1982).
- S9 Namenliste, mit acht Zeilen die längste sidetische Inschrift (1995).
- S10 Münzen ab dem 5. Jahrhundert v. Chr. mit gegen 20 verschiedenen Münzlegenden (ab 19. Jahrhundert).
- S11 vermutete Glossen des Mnemon von Side (1983).
- S12 Skarabäus (2005).[3]
- S13 Graffito aus Lyrbe-Seleukia (2014; Neufund).

## Sidetische Schrift
Das sidetische Alphabet besteht aus 26 Zeichen; die Münzen zeigen auch Ligaturen. Es gehört zu den epichorischen Alphabeten im westlichen Anatolien. Besonders die lykische und karische Schrift zeigen ähnliche Formen. Die Entstehung dieser Alphabete ist nicht geklärt; denkbar ist die Ableitung aus einer altgriechischen Kursivschrift. Alle sidetischen Inschriften sind linksläufig.

## Merkmale des Sidetischen
Die Inschriften machen deutlich, dass das Sidetische zur Zeit seiner Überlieferung bereits stark hellenisiert war. Es wird wie das Lykische und Karische zur luwischen Sprachfamilie gezählt. Allerdings sind nur wenige Wörter aus dem Luwischen erklärbar, so malwadas ‚Weihgeschenk‘ (luw. malwa-), das dem altgriechischen χαριστηρία ‚Dankesgabe‘ entspricht, und maśara ‚den Göttern‘ (luw. masan(i)- ‚Gott‘, ‚Gottheit‘), das θεοῖς ‚den Göttern‘ im griechischen Text entsprechen dürfte. Zudem werden anatolische Pronomen (ab ‚er‘, ‚sie‘, ‚es‘) und Adverbien (osod ‚dort‘) diskutiert.
Der Nominativ Singular ist endungslos, während der Genitiv auf -(a)s endete und der Dativ Singular auf -o, der Dativ Plural aber auf -a. Verben wurden bis jetzt nicht sicher identifiziert.
Das Sidetische zeigt, wie auch das benachbarte Pamphylische, häufig Apokope (Poloniw für Apollonios, Θandor für Athenodoros) und Synkope (Artmon für Artemon).